# Free and Fair Election Foundation of Afghanistan
Die Free and Fair Election Foundation of Afghanistan oder auch FEFA ist eine unabhängige Stiftung zur Wahlbeobachtung in Afghanistan. Sie wird derzeit von Nader Naderi geleitet.
Sie entsandte Beobachter für die Präsidentschaftswahl in Afghanistan 2009 und stellte mit 7000 Mitarbeitern die meisten Beobachter in der Parlamentswahl in Afghanistan 2010.